# Vriesea arachnoidea
Vriesea arachnoidea là một loài thuộc chi Vriesea. Đây là loài đặc hữu của Brasil.